# Every Breath You Take
Every Breath You Take är en låt skriven av Sting och lanserad av den brittiska musikgruppen The Police 1983. Låten blev gruppens största hitsingel, den toppade singellistorna i både USA och Storbritannien och var en topp tio-hit i flera andra länder. Den finns med på albumet Synchronicity. Sting tilldelades senare en Grammy i kategorin "årets låt" för denna låt.
Sting har berättat att han vaknade en natt med titeln i huvudet och började komponera låten. Han har sagt om texten att orden är intressanta. Den låter som en tröstande kärlekssång, men att hans tankar mer låg åt övervakning och kontroll.
Magasinet Rolling Stone har listat den som #84 i listan The 500 Greatest Songs of All Time.
Låten I'll Be Missing You från 1997, av Puff Daddy och Faith Evans samplar låten.

## Listplaceringar
| Lista (1983)   | Position              |
| -------------- | --------------------- |
| Australien     | 2 (Kent Music Report) |
| Finland        | 5                     |
| Frankrike      | 3                     |
| Irland         | 1                     |
| Kanada         | 1 (RPM)               |
| Nederländerna  | 3                     |
| Norge          | 2 (VG-lista)          |
| Nya Zeeland    | 6                     |
| Schweiz        | 6                     |
| Spanien        | 2                     |
| Storbritannien | 1 (UK Singles Chart)  |
| Sverige        | 2 (Sverigetopplistan) |
| USA            | 1 (Billboard Hot 100) |
| Västtyskland   | 8                     |
| Österrike      | 8                     |